# Juanele
Juan Castaño Quirós, surnommé Juanele, (né le 10 avril 1971 à Gijón) est un footballeur espagnol occupant le poste d'avant-centre. Juanele compte deux victoires en Coupe du Roi.

## Carrière de joueur

### En club
Juanele commence sa carrière professionnelle dans l'équipe de sa ville natale, le Real Sporting de Gijón, en 1991. Trois ans plus tard, il intègre le CD Tenerife où il évolue durant cinq saisons avant de rejoindre en 1999 le Real Saragosse. C'est avec ce club que Juanele obtient les deux titres de son palmarès, à savoir la Coupe du Roi qu'il gagne en 2001 et 2004. Juanele joue ensuite une saison au Terrassa FC.

### En sélection
Sa première sélection en équipe nationale a eu lieu le 19 janvier 1994 contre le Portugal. Lors de ce match, il inscrit un but. Il a joué 5 fois pour La Roja et a inscrit 2 buts, le deuxième étant inscrit lors d'un match disputé au Canada en juin 1994 pour ce qui est sa dernière apparition en équipe nationale. Il a fait partie de la sélection pour la Coupe du monde 1994 mais il n'y dispute aucun match.

## Vie privée
En 2016, Juanele est condamné à une peine de prison pour avoir agressé sa compagne avec une batte de baseball.

## Palmarès en club
- Coupe du Roi : Vainqueur en 2001 et 2004 (Real Saragosse)